# Chris Taft
Chris Taft (nacido el 10 de marzo de 1985 en Brooklyn, New York) es un jugador de baloncesto estadounidense que jugó una temporada en la NBA, en los Golden State Warriors. en 2008 se encuentra en la situación de agente libre después de haber jugado su última temporada con los Rio Grande Valley Vipers de la NBA D-League. Mide 2,08 metros de altura, y juega en la posición de ala-pívot.

## Trayectoria deportiva

### Universidad
Jugó únicamente dos temporadas con los Panthers de la Universidad de Pittsburgh. Su temporada de novato no pudo ser más prometedora, tras promediar 10,9 puntos y 7,5 rebotes, y conseguir ser elegido como Rookie del año de la Big East Conference y en el tercer mejor quinteto de la conferencia. Superó además el récord de su universidad para un jugador de primer año de tiros de campo anotados, con 162. Su segunda temporada sus números fueron similares, promediando 13,3 puntos, 7,5 rebotes y 1,7 tapones por partido, con un 58'5% en tiros de campo. Pero a pesar de su potencial, los ojeadores de los equipos profesionales lo criticaron debido a que según su opinión no jugaba con la suficiente dureza para un hombre de sus cualidades. Tras perder en la primera ronda del Torneo de la NCAA, Taff anunció su intención de presentarse al draft de ese año. Contrató un agente para que lo llevara, lo cual le imposibilitaba el regresar a la competición universitaria, y jugó durante el verano en el Campus preparatorio previo al draft que se celebra anualmente en Chicago.
En el total de su trayectoria universitaria promedió 12 puntos, 7,5 rebotes y 1,7 tapones por encuentro.

### Profesional
A pesar de que las previsiones lo situaban en la primera ronda, no fue elegido hasta el puesto 42 de la segunda ronda del Draft de la NBA de 2005 por los Golden State Warriors. Solamente pudo jugar 17 partidos en su año de novato, ya que enseguida vinieron unos problemas de espasmos en la espalda como consecuencia de una mala caída tras realizar un mate en un campus de verano. Su mejor partido lo jugó ante Chicago Bulls, anotanto 7 puntos en 19 minutos, ambas mejores marcas personales. Fue operado de una hernia discal el 28 de marzo de 2006 en un hospital de Los Ángeles, y desde entonces no ha regresado a la NBA. Promedió 2,8 puntos y 2,1 rebotes en los apenas 8 minutos y medio que jugó por partido en los Warriors.
La temporada 2006-07 la pasó en blanco debido a una recaída de su lesión. En enero de 2008 fichó por Rio Grande Valley Vipers de la NBA D-League, pero únicamente llegó a jugar 8 partidos debido a una nueva lesión. en ese tiempo promedió 4,0 puntos y 2,5 rebotes por partido.

## Estadísticas
| Año     | Equipo       | PJ | PT | MPP | %TC  | %3P  | %TL  | RPP | APP | ROB | TPP | PPP |
| ------- | ------------ | -- | -- | --- | ---- | ---- | ---- | --- | --- | --- | --- | --- |
| 2005–06 | Golden State | 17 | 0  | 8.5 | .605 | .000 | .177 | 2.1 | 0.1 | 0.1 | 0.4 | 2.8 |
| Total   |              | 17 | 0  | 8.5 | .605 | .000 | .177 | 2.1 | 0.1 | 0.1 | 0.4 | 2.8 |